# San Andrés Teotilalpam
San Andrés Teotilalpam è un comune del Messico, situato nello stato di Oaxaca.